# Bruguièras
Bruguièras (francès Bruguières) és un municipi occità del Llenguadoc, situat al departament de l'Alta Garona i a la regió d'Occitània.

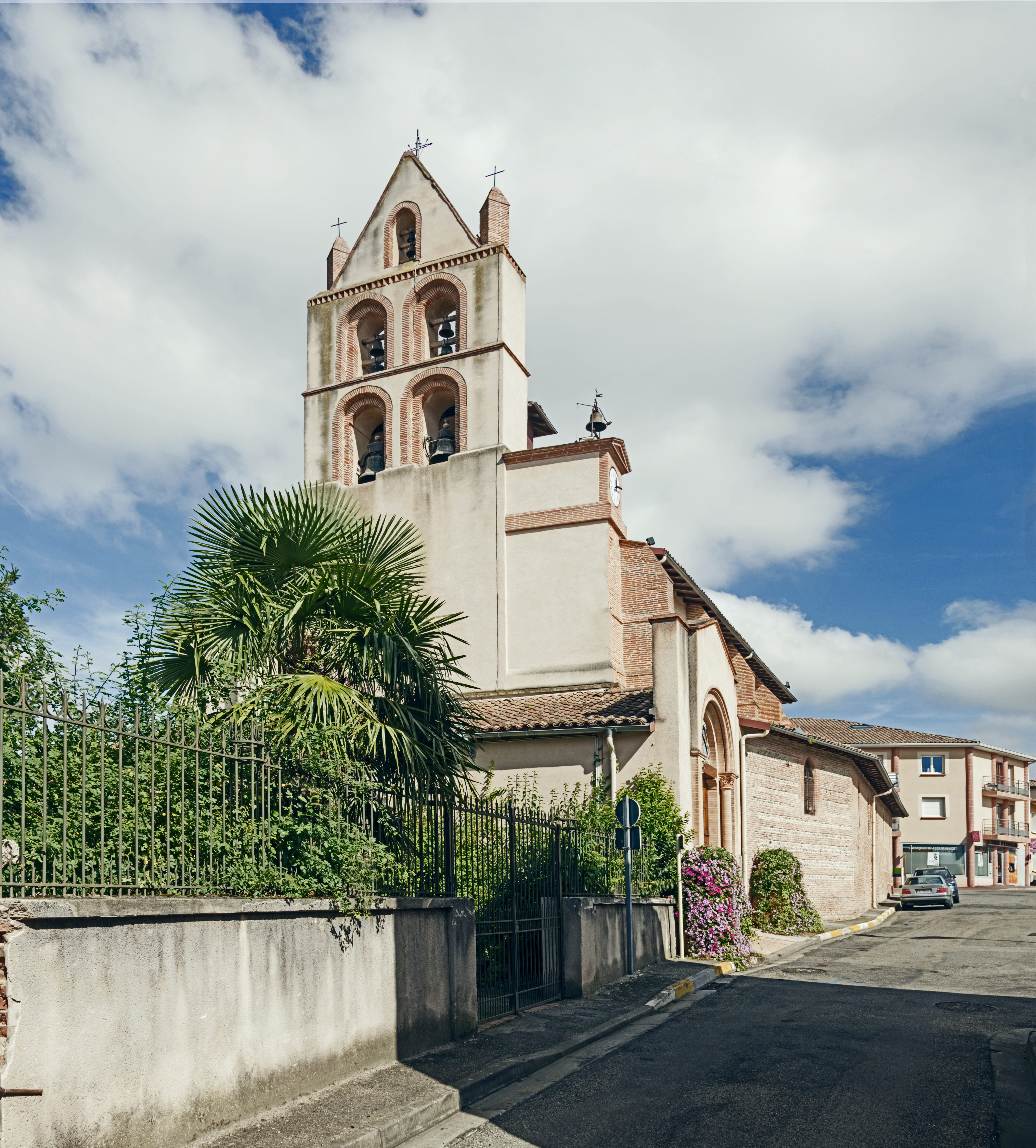
Église Saint-Martin
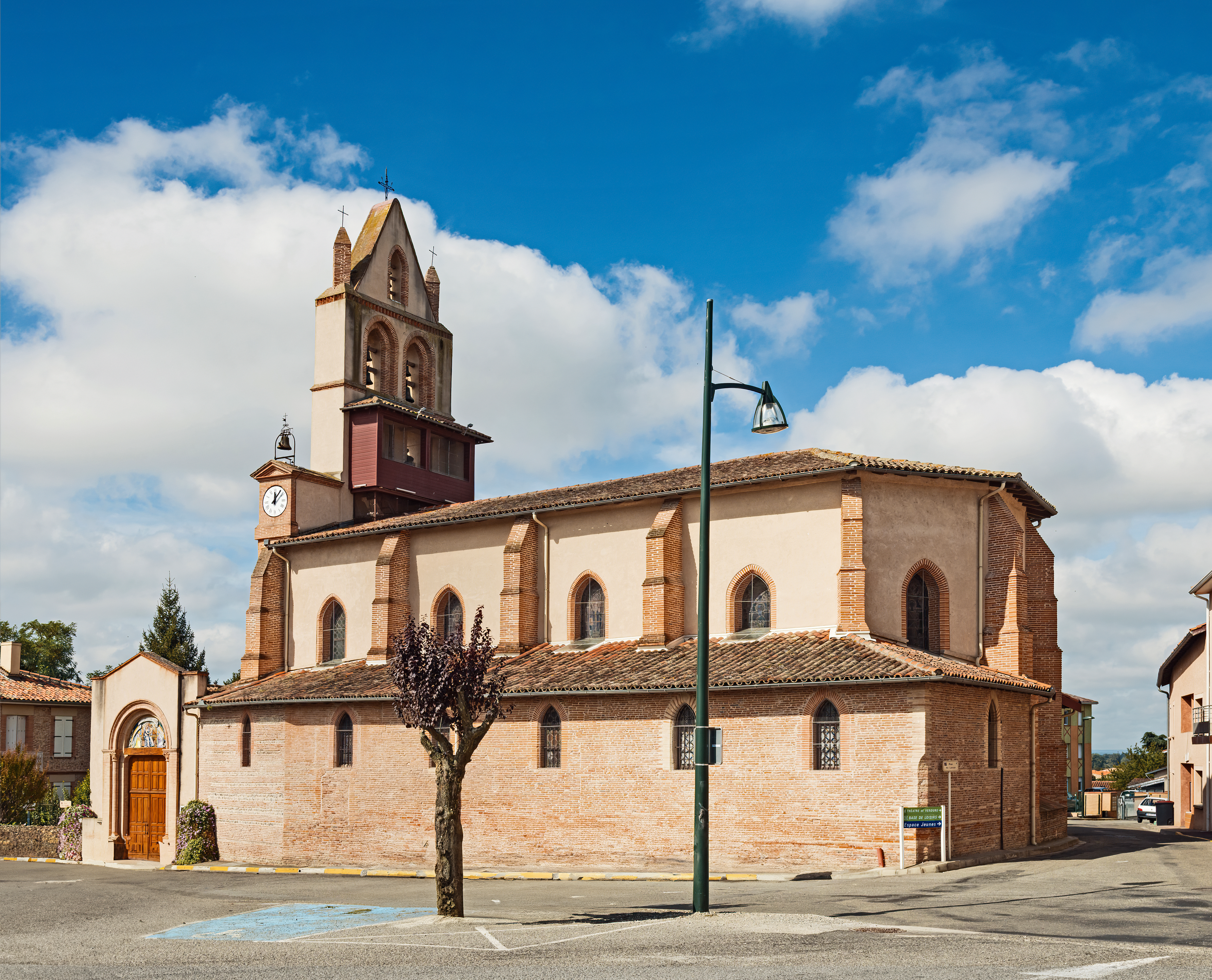
Église Saint-Martin